# Dystrykt Lukulu
Dystrykt Lukulu – dystrykt w zachodniej Zambii w Prowincji Zachodniej. W 2000 roku liczył 68 375 mieszkańców (z czego 49,12% stanowili mężczyźni) i obejmował 13 488 gospodarstw domowych. Siedzibą administracyjną dystryktu jest Lukulu.